# Marc Letori Mergus
Marc Letori Mergus (llatí: Marcus Laetorius Mergus) va ser un tribú militar durant la Tercera Guerra Samnita (298-290 aC).
Va ser acusat d'adulteri pel tribú de la plebs Comini. Es va escapar i finalment es va suïcidar, però ja mort encara es va dictar la sentència condemnatòria.